# 埃勒里·克拉克
埃勒里·哈丁·克拉克（英語：Ellery Harding Clark，1874年3月13日—1949年7月27日）是一名美国男子田径运动员。他曾代表美国参加1896年和1904年夏季奥林匹克运动会田径比赛，共获得二枚金牌。